# Ève Curie
Ève Curie (Parigi, 6 dicembre 1904 – New York, 22 ottobre 2007) è stata una scrittrice, pianista e diplomatica francese naturalizzata statunitense.
Era figlia di Pierre Curie e di Marie Curie, nonché sorella minore di Irène Joliot-Curie.

## Biografia
All'età di un anno, perse il padre a causa di un incidente e fu quindi educata dalla madre e dal nonno paterno. Nel 1911 con la sorella seguì la madre in Polonia, per visitare in sanatorio la zia materna Bronisława Dłuska, direttrice del Radium Institute di Varsavia. Si diplomò al Sévigné College in scienze e filosofia. Allieva di Paderewski, studiò pianoforte e si esibì in acclamati concerti a partire dal 1925; a Parigi, in province della Francia e del Belgio.
Scrisse una biografia della madre, Madame Curie, che venne pubblicata nel 1937 contemporaneamente negli Stati Uniti d'America e in numerosi Paesi europei, tra cui la Francia, l'Inghilterra, l'Italia - dove ebbe il titolo Vita di Madame Curie - e la Spagna. Il libro biografico ispirerà un film statunitense del 1943, uno sceneggiato televisivo italiano del 1966 e un'opera lirica polacca del 2011.
A seguito dello scoppio della seconda guerra mondiale, Eve Curie venne nominata da Jean Giraudoux, ministro francese delle informazioni, direttore della divisione femminile del commissariato delle informazioni. Fu coeditore del quotidiano Paris-Press, fra il 1945 e il 1949. Nel 1952 venne nominata consigliere speciale del segretario generale dell'ONU.
Il 19 novembre 1954 sposò Henry Richardson Labouisse, ambasciatore degli USA in Grecia e con lui nel 1965 ritirò il premio Nobel per la pace insignito all'UNICEF. Eve lavorò come ambasciatrice dell'UNICEF in Grecia fra il 1962 e il 1965; con il marito visitò più di 100 nazioni in via di sviluppo all'epoca seguite dall'organizzazione.

## Opere

### Saggi
- Madame Curie, Paris, Gallimard, 1938;
  - Vita della signora Curie, traduzione di Cesare Giardini, Milano: Mondadori, 1938
  - Madame Curie, scelta, commento e introduzione in italiano di Grazia Maccone, Torino: Petrini, 1961
- (EN) Ève Curie, Philippe Barrès e Raoul de Roussy de Sales, They speak for a nation, letters from France, traduzione di Drake Dekay, Denise Dekay, New York, Doubleday, Doran, 1941,  p. 238.;
- Journey among warriors, Londra, Toronto, W. Heinemann, 1943, pp. 522; Parigi, Flammarion, 1946, 504 pages.
  - Diario di guerra: da New York a Chungking via Mosca, Milano: A. Mondadori, 1946

### Teatro
- 145, Wall Street, pièce in 3 atti e 5 tableaux di Georges S. Brooks et Walter B. Lister (adattamento),  Parigi, L'Illustration, 1933, pp. 40;